# Reynaldo Luna
Reynaldo Luna (7 de febrero de 1920-13 de septiembre de 1986) fue un futbolista peruano que jugaba como delantero e hizo su carrera en clubes de Perú y Colombia.

## Trayectoria
Se inició en KDT Nacional donde estuvo en divisiones menores y luego en el primer equipo de ese club en la Liga del Callao. Tras un paso por Social San Carlos, llegó en 1943 a Atlético Chalaco de la Primera División del Perú donde fue campeón del torneo de 1947 siendo titular como interior derecho. Al año siguiente logró el subtítulo del campeonato de 1948 con el cuadro rojiblanco.
En 1949 emigró a Colombia durante la época denominada "El Dorado" e integró el equipo de Independiente Medellín que tuvo en sus filas a 12 futbolistas peruanos y fue conocido como "La Danza del Sol".
Regresó a Perú en 1951 para jugar nuevamente en Atlético Chalaco donde se retiró.

## Clubes
| Club                   | País     | Año         |
| ---------------------- | -------- | ----------- |
| KDT Nacional           | Perú     | 1937 - 1939 |
| Social San Carlos      | Perú     | 1940 - 1942 |
| Atlético Chalaco       | Perú     | 1943 - 1948 |
| Independiente Medellín | Colombia | 1949 - 1950 |
| Atlético Chalaco       | Perú     | 1951        |

## Palmarés

### Títulos nacionales
| Título           | Club             | País | Año  |
| ---------------- | ---------------- | ---- | ---- |
| Primera División | Atlético Chalaco | Perú | 1947 |